# Kabinet-Sarrien
Het Kabinet Sarrien was een Frans kabinet van 2 maart 1906 tot 25 oktober 1906. De premier was Ferdinand Sarrien.

## Kabinet-Sarrien (2 maart-25 oktober1906)
- Ferdinand Sarrien - President van de Raad (premier), minister van Justitie en Grootzegelbewaarder
- Léon Bourgeois - Minister van Buitenlandse Zaken
- Eugène Étienne - Minister van Defensie
- Georges Clemenceau - Minister van Binnenlandse Zaken
- Raymond Poincaré - Minister van Financiën
- Gaston Doumergue - Minister van Arbeid, Handel en Industrie
- Gaston Thomson - Minister van Marine
- Aristide Briand - Minister van Onderwijs, Schone Kunsten en Kerkelijke Zaken
- Joseph Ruau - Minister van Landbouw
- Georges Leygues - Minister van Koloniën
- Louis Barthou - Minister van Openbare Werken, Posterijen en Telegrafie